# Nikołaj Biełow (zapaśnik)
Nikołaj Grigoriewicz Biełow (ros. Николай Григорьевич Белов; ur. 23 listopada 1919; zm. 14 października 1987) – radziecki zapaśnik walczący przeważnie w stylu klasycznym. Brązowy medalista olimpijski z Helsinek 1952, w kategorii do 79 kg.
Złoty medalista mistrzostw Europy w 1947 roku.
Mistrz ZSRR w 1948, 1949, 1950 i 1951; drugi w 1946 i 1953; trzeci w 1945 roku, w stylu klasycznym. Drugi w 1948 i trzeci w 1947, w stylu wolnym. Skończył karierę w 1957 roku.
Pochowany na Cmentarzu Mitińskim w Moskwie.